# Amata salticola
Amata salticola är en fjärilsart som beskrevs av Hermann Stauder 1928. Amata salticola ingår i släktet Amata och familjen björnspinnare. Inga underarter finns listade i Catalogue of Life.